# 장종하
장종하(張鐘河, 1985년 6월 20일~2023년 10월 20일)은 대한민국의 정치인이다. 제11대 경상남도의원을 지냈다.
2022년 6월 함안군수 지방선거에 출마하였다.

## 학력
- 신라대학교 역사교육과 졸업

## 경력
- 더불어민주당 경남도당 부대변인
- 2018년 7월 1일 ~ 2022년 4월 12일: 제11대 경상남도의회 의원

## 역대 선거 결과
|  | 51.94% |

|  | 32.57% |